# كارل شميد (فنان)
كارل شميد مواليد (10 مايو 1914) وتوفي في (13 أغسطس 1998) كان فنانًا سويسريًا نشطًا من الثلاثينيات إلى التسعينيات. كان رسامًا ونحاتًا ونقاشًا ورسامًا ومصممًا جرافيكًا ومعلمًا.

## سيرة شخصية

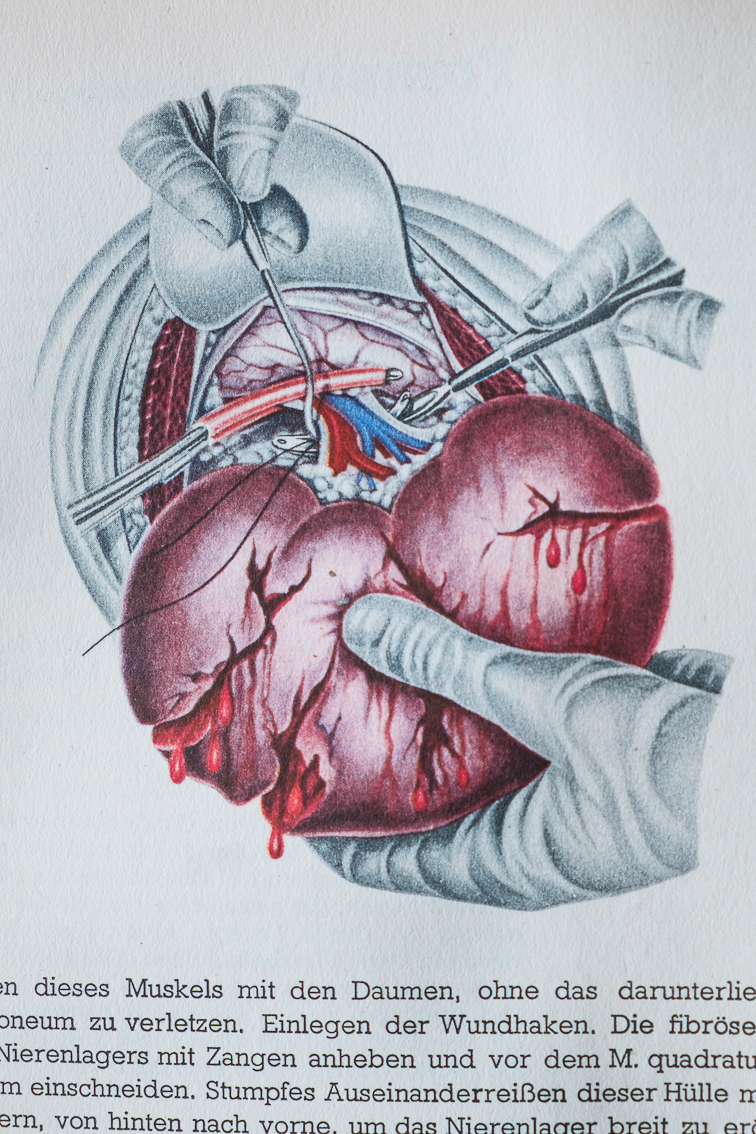
K.Schmid التوضيح العلمي في الأربعينيات من القرن الماضي - استنساخ مأخوذ من مذكرة المداخلات التي تلح "Siegfried" par le Prof. تشارلز بيريت ، مونترو ، 1947

ولد شميد في مدينة زيورخ. توفي والده من أصل يهودي في الحرب العالمية الأولى.
والدته التي تُركت لتعيش في فقر  عانت من الصرع والفصام في شخصيه وبعد دخولها المصحة.  
تم إرسال شميد إلى دار للأيتام حيث أمضى طفولته وجزءًا كبيرًا من شبابه.
إكثيرًا ما كان شميد يحلم بأن يصبح طبيًا جراحًا، لكنه أظهر أيضًا شغفه بنحت الخشب،
والذي استكشفه أيضًا من خلال التدريب المهني كصانع خزائن ونجار.
سيكون تدريب الحرف اليدوية هذا بمثابة أساس لعمله اللاحق كفنان.
مع متابعة تعليمه انتهى به الأمر في المدرسة الثانوية المسائية وبعض الدورات المتقدمة
في مدرسة الفنون والحرف.
في مدرسة الفنون والحرف.  خلال سنوات تكوينه التقى بفنانين مثل أوسكار كوكوشكا وإرنست لودفيج كيرشنر.   خلال سنوات تكوينه التقى بفنانين مثل أوسكار كوكوشكا وإرنست لودفيج كيرشنر.
التقى شميد وكيرتشنر في دافوس، في مصحة لمرض السل، وهو مرض عانى منه كلاهما في ذلك الوقت. "... مرضهم المتبادل، ولكن أكثر من ذلك حماسهم المشترك لمفهوم تعبيري جديد للفن، 
في عام 1932، حضر شميد محاضرات بول كليرمونت (أستاذ الجراحة بجامعة زيورخ) كمدقق حسابات. لاحظ كليرمونت الشاب الذي ركز على الرسم خلال دروسه. عند الفحص الدقيق، أدرك موهبة شميد الطبيعية في تصوير علم التشريح البشري، وأثنى على عمله وعاينه لاحقًا رساما جراحيا – الأول من نوعه – في جامعة زيورخ. من عام 1932 إلى عام 1941، قام بعمل رسوم توضيحية للمنشورات العلمية. 
في ذلك الوقت، تزوج شميد أيضًا من إريكا بيلفينجر (طبيبة نفسية). وانجبت طفلان.
لفتت رسوماته العلمية انتباه والتر غروبيوس، أحد المؤسسين المشاركين للباوهاوس. دعا غروبيوس شميد إلى الولايات المتحدة للتدريس في كلية الدراسات العليا للتصميم بجامعة هارفارد. أيضًا من خلال غروبيس،
تلقى شميد عرضًا من ديزني كرسام لفيلم رسوم متحركة.  ومع ذلك، على الرغم من الفرص التي تحدث مرة واحدة في العمر، يرفض شميد هذه الدعوات، مرارًا وتكرارًا، بسبب قضايا الأسرة. قدم غروبيوس لاحقًا شميد إلى يوهانس إيتن، مدير مدرسة الفنون التطبيقية في زيورخ، الآن جامعة الفنون في زيورخ حيث أراد تعيينه كمدرس.
في عام 1944 أسس كارل شميد فصل الرسم العلمي، وهو الأول من نوعه، حيث سيقوم بالتدريس حتى عام 1971. 

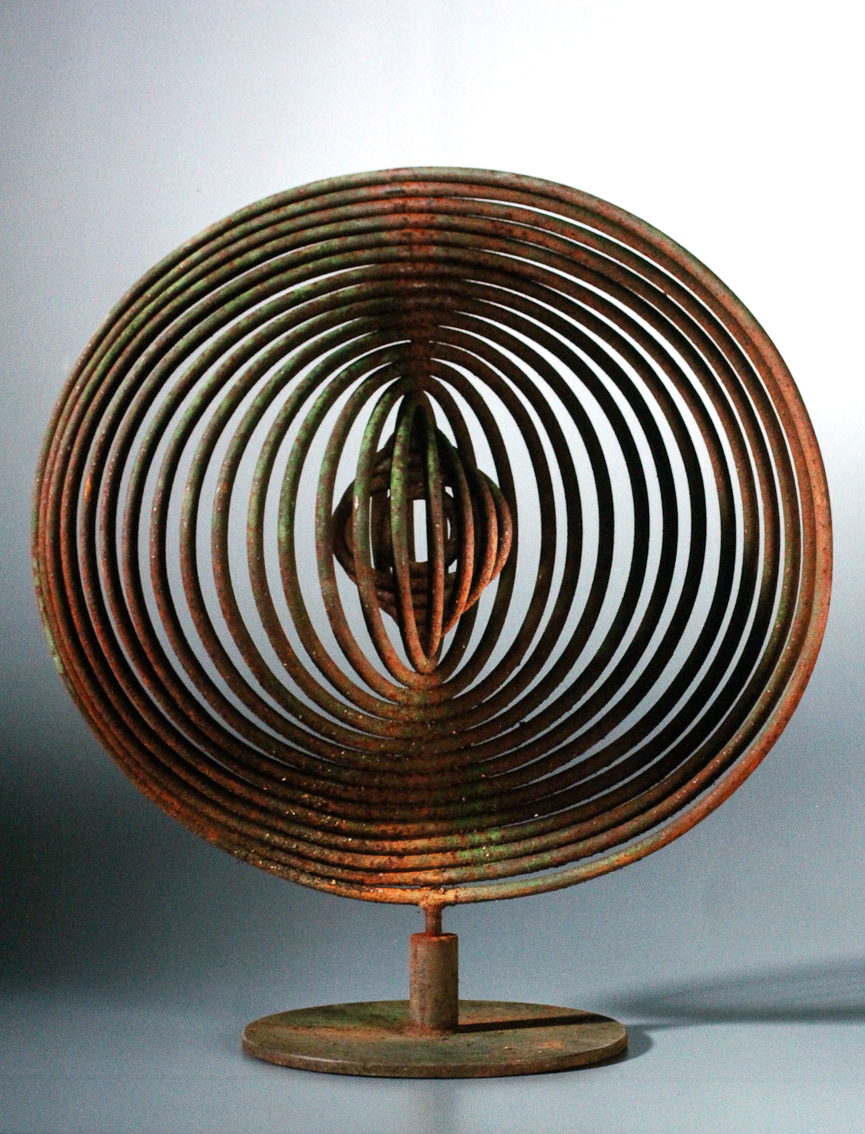
ك.شميد - بدون عنوان (1970s) - نحت من الحديد المؤكسد ، 145 × 45 سم

ينتقل شميد مع عائلته إلى منطقة سيفيلد في زيورخ. بفضل الاستقرار المالي من خلال وظيفته في المدرسة، حيث أصبح بإمكانه تحمل تكاليف الاستوديو الفني الأول الخاص به، في الإسطبل السابق لفيلا هيرولد، في شارع كلاوس. 
في ربيع عام 1944، التقى شميد بهانز آرب لأول مرة في زيورخ، في منزل بعض أصدقائه من هواة جمع الأعمال الفنية. في ذلك الوقت، كان آرب حزينًا على فقدان زوجته الأولى، صوفي تايوبر آرب، التي توفيت قبل عام في حادث في منزل ماكس بيل، حيث كانا ضيفين. لاحقًا، سيرافق ماكس بيل آرب إلى استوديو شميد في محاولة لمساعدة صديقه في التغلب على الاكتئاب من خلال مشاريع فنية جديدة. منذ ذلك الحين، أقيمت علاقة صداقة وتعاون بين شميد وآرب ستستمر مدى الحياة.ثم استمر شميد في صنع النقوش الخشبية والنحت على الخشب وكتاب الفنان (عناصر) لآرب.  
في عام 1956، تم تكليف شميد أيضًا بدورة تحضيرية في مدرسة الفنون التطبيقية للمرحلة الاعدادية. في عام 1962، انتقل إلى منزل الاستوديو الخاص به في جوكهاوزن. هناك، قام بتنظيم بيئة لكل نوع من أنواع الحرف: الرسم، والنحت على الخشب، والنقش، وحتى الحدادة، حيث ابتكر معظم قطعه الحديدية والبرونزية في سبعينيات وثمانينيات القرن التاسع عشر.  قيم معرضه الأنثولوجي الوحيد في عام 1965، في هيلمهاوس، وعرض أعماله مع أعمال طلابه: «كارل شميد أوند سين شولر» (كارل شميد وطلابه).  
منذ الستينيات فصاعدًا، حصل على العديد من التكليفات في مجال التدخلات الفنية في الهندسة المعمارية. يتضمن ذلك إنشاء جداريات في المدارس والمباني العامة والخاصة في مدن زيورخ وزوغ وجريسنس وتيتشينو.
في عام 1971، عمر يناهز 57 عامًا، تقاعد مبكرا من التدريس: تفاقم المرض الذي كان موجودًا منه لبعض الوقت، ومع ذلك تتوقف مساعيه الفنية، فأعطى الحياة قدر كبير من الأعمال الفنية، بما في ذلك الجداريات المعمارية.  في سنواته التالية، أصبح شميد منسحبا بشكل كبير: «وأخيرا، فإن الحكم الطويل الذي طاولته طويلا في عام طويل، من أجل تحقيق مهمته، مما يؤدي إلى طريق العزلة». 
توفي شميد في 13 أغسطس 1998، في مستشفى نويمونستر في زيورخ. ودفن في  مقبرة  أويتليبيرج مقر استراحته

## إنتاج فني

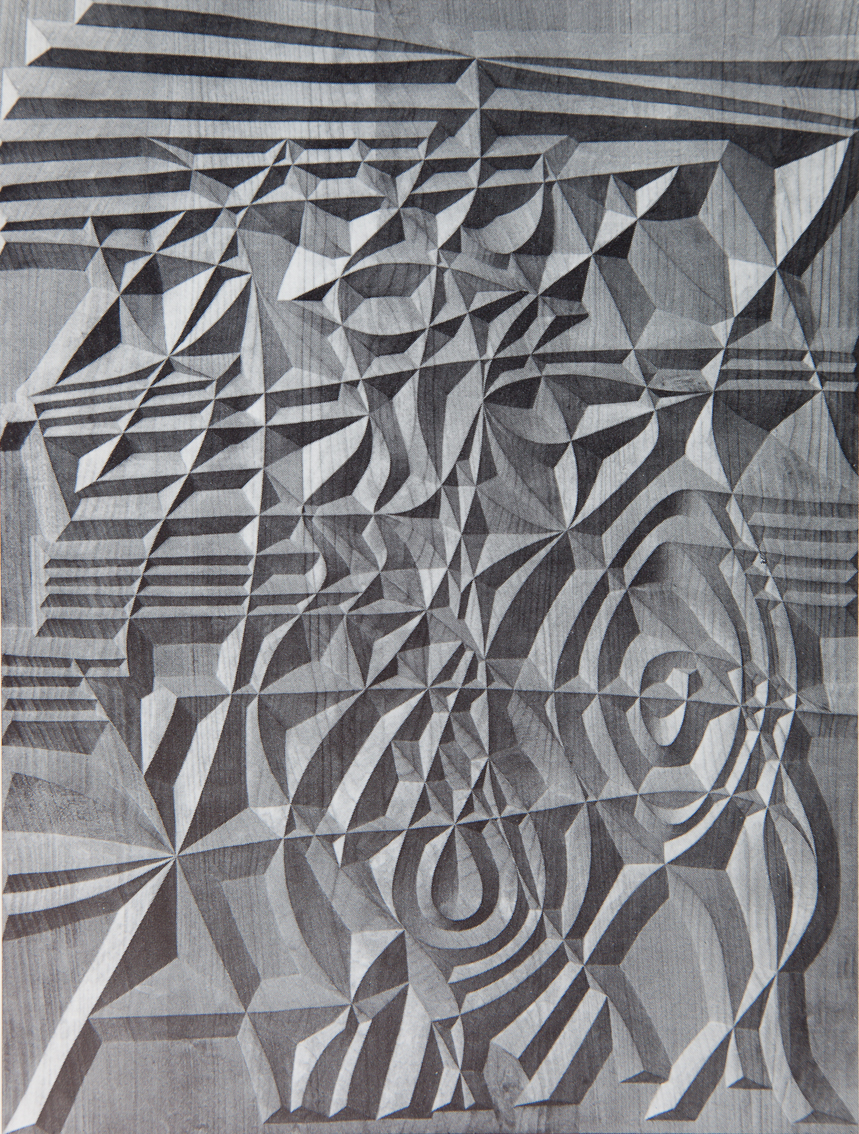
K. Schmid Die LustmÅhle im Kanton Aargau - "طاحونة المتعة في كانتون أرغاو" ، (الستينيات) - تضاريس في خشب الكرز

تتكون أعمال كارل شميد من رسومات وطباعة حجرية ونقوش خشبية ومطبوعات قماشية ولوحات زيتية وألوان مائية ومفروشات ونقوش بارزة ومنحوتات خشبية وحجرية وحديدية ولوحات جدارية ونقوش معمارية.

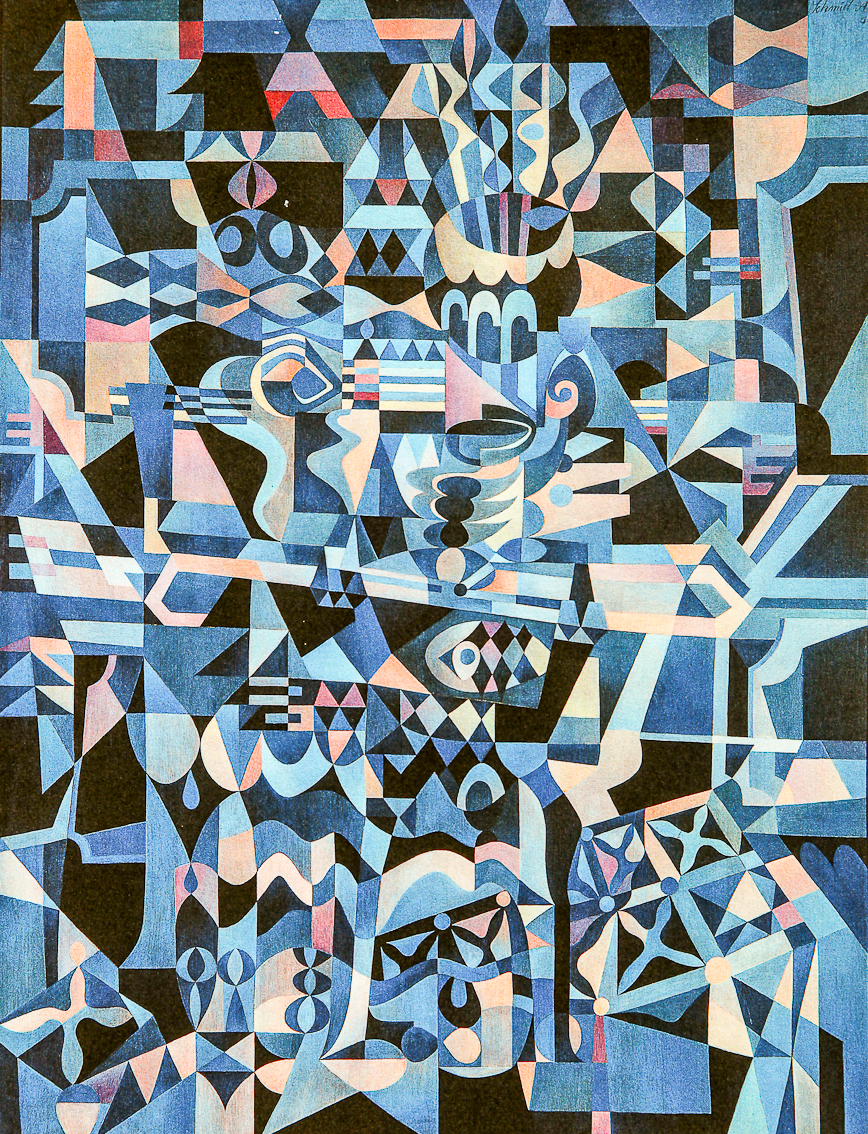
K.Schmid Der geteckte Tisch - "الطاولة الموضوعة" ، 1955 - الرسم التحضيري للنسيج

«يتراوح فن كارل شميد من العمل الطبيعي تمامًا (الرسوم التوضيحية العلمية) إلى التركيب التجريدي.» 
"لقد أتقن تقنيات الرسم الأكثر تنوعًا، وتمتد أعماله عبر مجموعة واسعة من المواد... ومع ذلك،
لا يمكن إنكار أن الرسم كان شكله المفضل للتعبير".

### الأعمال المنجزة في المباني
«كان شميد بارعًا في التناغم مع العمارة الحديثة». 
في نهاية سبعينيات القرن الماضي، أرادت ETH (المعهد الاتحادي السويسري للتكنولوجيا في زيورخ) منحه درجة فخرية في الهندسة المعمارية، لكنه رفض ذلك. قام بإنشاء جداريات في المدارس والمباني العامة والخاصة في مدن زيورخ وزوغ وجريسنس وتيتشينو.
من أهم أعماله:

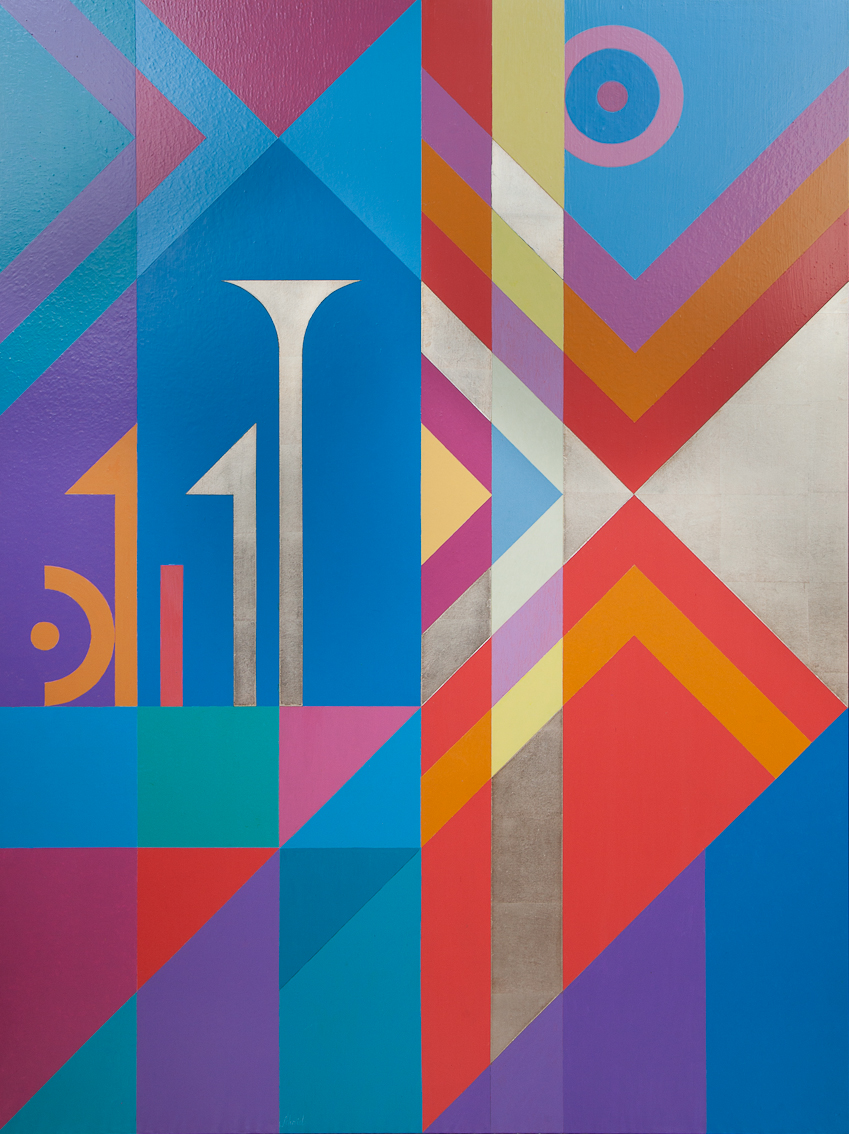
ك.شميد - بدون عنوان (ثمانينيات القرن الماضي) - رسم أكريليك على خشب ، 120 × 80 سم

- 1965-1966 روضة الأطفال "Altbach"، Brüttisellen (ZH) - الرسم الجداري
- 1965-1967 Schulhaus Gutschick ، فينترتور [11] - 1965، حديقة الرموز، النقوش البارزة من خشب البلوط (الردهة - الطابق الأرضي)، 1967 اللوحة الجدارية (المدخل الخارجي)
- 1966 دار التمريض Neubühl ZH-Wollishofen [12] - Dämmerung (Twilight)، جدارية (درج)، علامات الاتجاه، حديد (في الردهة)، لوحة جدارية عليها علامات زودياك، 12 علامة على البروج، نقوش حديدية على الجدار (واحد على كل شرفة من 12 طابقًا)
- 1967 Agroscope Research Station ، زيورخ - إفريز خرساني مسلح 40 متر فوق منطقة المدخل (Betonfries)
- 1968 مجمع Trü الرياضي، Scuol GR ، سويسرا. - دهان الجدران في المسبح الداخلي
- 1970 مدرسة Rämibühl Cantonal School ، Rämistrasse 58، زيورخ [13] - اللوحات الجدارية: غرفة الطعام، مدخل الكافيتريا، الممرات - المرآب، القاعة - السلالم

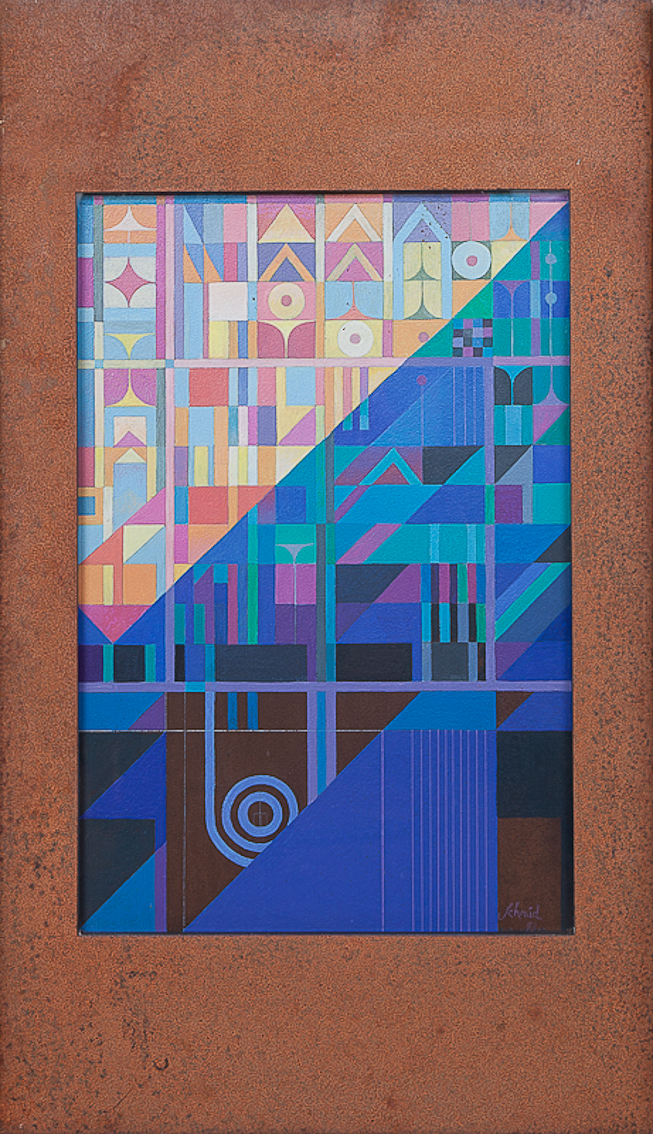
K. Schmid، Licht und Schatten - "الضوء والظل" ، 1993 - ألوان مائية على ورق مقوى وإطار من الحديد المؤكسد بواسطة K. Schmid ، 70 × 41 سم

- K. Schmid، Licht und Schatten - "الضوء والظل" ، 1993 - ألوان مائية على ورق مقوى وإطار من الحديد المؤكسد بواسطة K. Schmid ، 70 × 41 سم 1974 مقبرة فريدهوف أوتليبرغ - زيورخ [14] - فسيفساء أرضية
- 1975 مبنى سكني، كلاوس شتراسه 4، زيورخ - منظر تجريدي - صالة المدخل والسلالم
- 1980s كاسا شميد - ليونزا (سينتوفالي - تيسينو) - رسم جداري خارجي

### المعارض
كان شميد فنانا مستقلا. لم يكن يريد المشاركة في سوق الفن التقليدي وكان في كثير من الأحيان يفضل بيع أعماله مباشرة لهواة الجمع الذين يعرفهم شخصيًا. أقيمت معارضه النادرة بشكل عام بمبادرة من المؤسسات العامة أو الخاصة. 

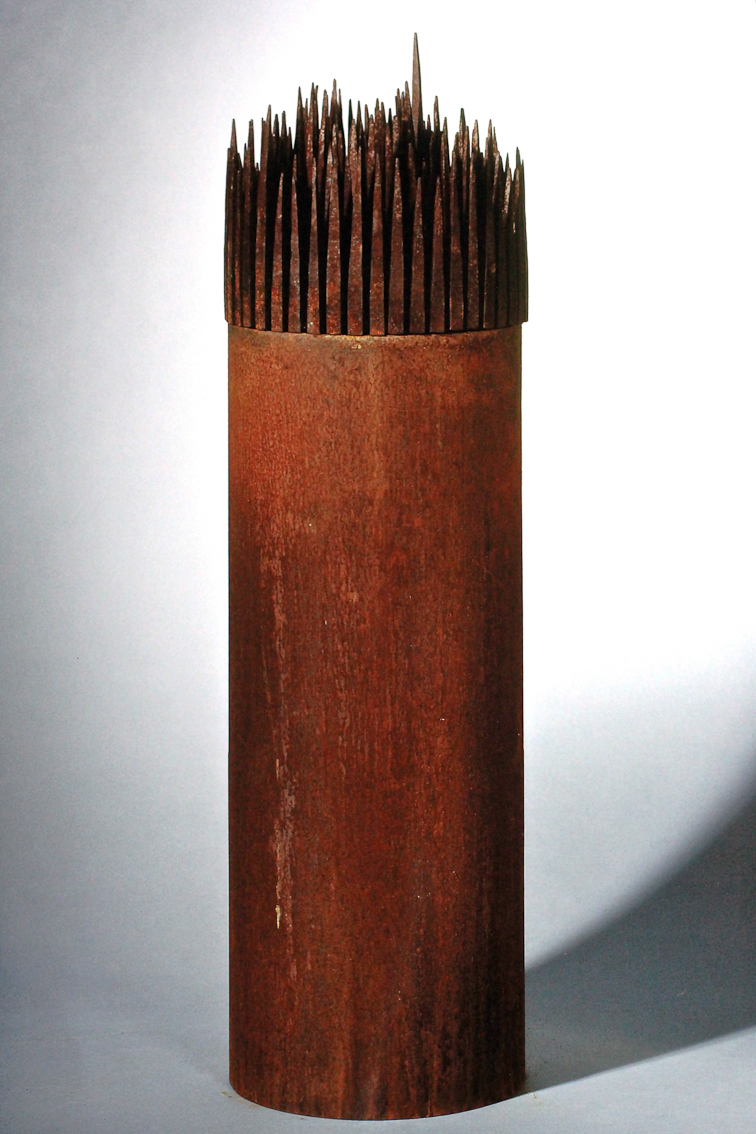
ك.شميد ، أوشفيتز (الستينيات) - نحت من الحديد المؤكسد ، 145 × 45 سم

- في عام 1957، عُرضت رسوماته في المعرض الجماعي «الرسم في أعمال الرسامين والنحاتين السويسريين الشباب»، برن، كونستهال، 3 أغسطس 1957 - 8 سبتمبر 1957.[15]
- أقيم معرضه الاستعادي الوحيد في عام 1965، مع طلابه من مدرسة الفنون التطبيقية: «كارل شميد اوند سين شولر» (كارل شميد وطلابه) - هيلمهاوس، زيورخ، 23 يناير 1965 - 28 فبراير 1965. بهذه المناسبة، استحوذ كونستهاوس زيورخ على نقش خشب الكرز.[16] طاحونة الملذات في مدينة ارجاوا سويسريا. [3]
- معرض فردي، كجزء من معرض جماعي: «خمسة فنانين سويسريين» فيSKA في ساحة ويردموله، زيورخ، 6 مارس 1991 - 19 أبريل 1991.[17]
- في عام 2004، نظمت مؤسسة ريتر-هيرليمان المعرض بعد وفاته (ذكريات كارل شميد). أوستر، فيلا جرونهولزر، 1 مايو 2004 - 16 مايو 2004.[18]

## معلم
في عام 1944، بدأ شميد تدريس دروس الرسم العلمي في مدرسة الفنون التطبيقية في زيورخ، بعد تلقيه دعوة رسمية من المخرج يوهانس إيتن. في عام 1956، تم تكليفه أيضًا بتدريس مقرر تحضيري. "لقد قبل هذه المسؤولية بإخلاص أبوي. (...) وقد ألهمه قدوته العظيمة، رودولف شتاينر وهاينريش بيستالوزي، لمعاملة طلابه بأقصى درجات الاحترام. فقد جلب العديد من الأفكار الجديدة إلى التدريس، بدءًا من أبسط التمارين. ومع ذلك، طالب بأن يتم تنفيذها بتفان مطلق وحرفية مثالية. لقد كان يوجه طلابه باستمرار للتواصل مع أي "جمال" يحلمون به من خلال الحساسية والمثابرة والعناية.  "كان من المفترض أن يكون كارل شميد مدرسًا. وعكس طلابه دائمًا العناصر الرسمية والمواد والعمليات الإبداعية الداخلية التي قام بتدريسها بشكل مباشر. (...) لم ينقل شميد أبدًا أسلوبًا إلى طلابه فقط أثناء تعاليمه، ولكن رؤية لعالم كله في حالة اضطراب ". 

### مشاريع يشارك فيها طلابه
- 1958 - كتيب «حكايات النقاط»، الذي ظهر كمشروع طبقي. «باستخدام أبسط الأدوات - مسمار حاد - قام طلابه بعمل نقوش على ألواح من خشب الكمثرى المصقول. ثم تم إرسال الألواح للطباعة في مطبعة محلية. ومن خلال تمرين التصميم البسيط الزهدي هذا، تم اطلاع الطلاب على ثراء إبداعي لانهائي يمكن العثور عليه في كل الأشياء، حتى في أصغر عنصر إبداعي معروف للبشرية، وهو النقطة». [3]
- 1962 - رسوم توضيحية لمعشبة (الأعشاب) لشركة سيبا جيجي. Ciba-Geigy . [4]

" كان لابد من تمثيل جميع النباتات البرية في سويسرا بدقة بالألوان المائية. بالغة.  وفي نفس الإطار الزمني، نظم أيضًا تجربة تصميم تعليمي مع الطلاب، بما في ذلك صنع طاولة من أدوات المائدة الخشبية. 
- 1965 - إعادة إصدار رسومية لـ «هيستوريا بلانتاروم» بقلم كونراد جيسنر. [4]
- 1965 - تلقى شميد دعوة من كونستهاوس زيورخ لعرض أعماله الفنية في هيلمهاوس. [10]

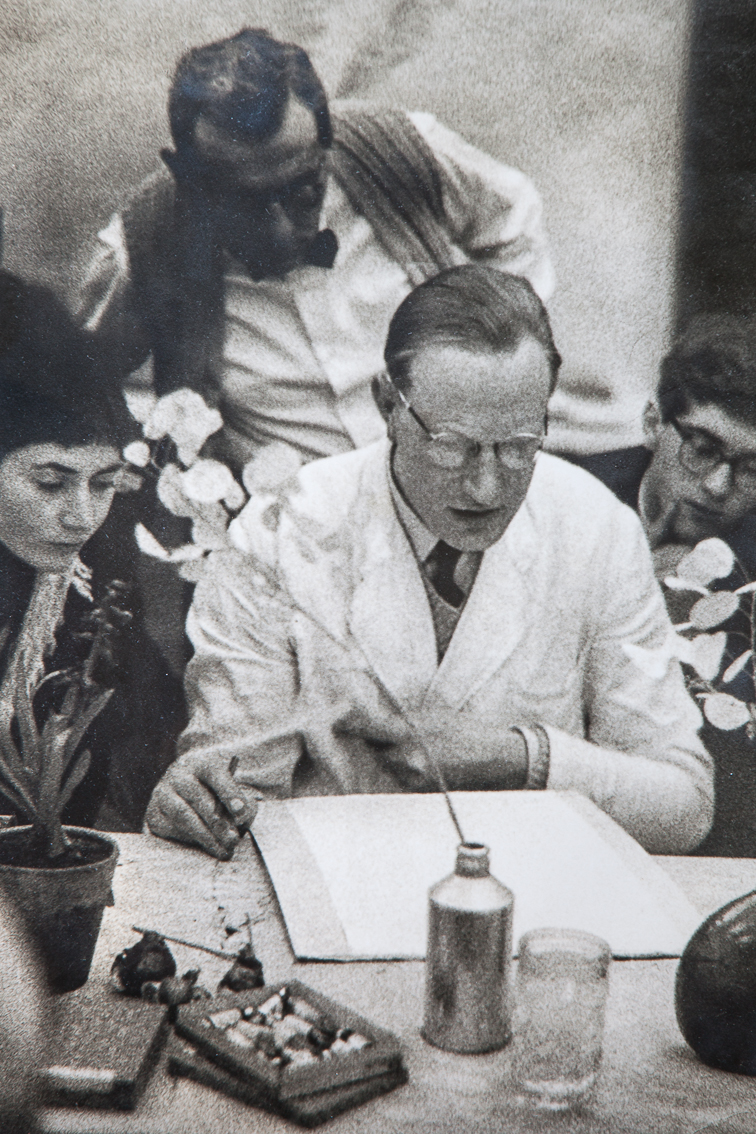
ك.شميد وتلاميذه من Kunstgewerbeschule - استنساخ صور الفترة (الستينيات)

قبل الدعوة بكل سرور واقترح أيضًا عرض أعمال طلابه من الدورة التمهيدية وفئة التوضيح العلمي. شعر أن مساهمته التربوية جزء أساسي من عمله الإبداعي. 
صرح ماكس بيل، الذي تم تكليفه بتقديم اقتراح إصلاح لمدرسة الفنون والحرف، في ملاحظاته النهائية أنه يجب إغلاق المعهد بسبب أساليب التدريس التي عفا عليها الزمن. إنه يعتبر تدريس عدد قليل من الدورات التدريبية أمرًا مبتكرًا، ومن بينها دروس شميد.

### لالطلاب
- أوليفييرو توسكاني، مصور تجاري وأزياء، كاتب، سياسي، محاور، مبتكر صورة الشركة والحملات الإعلانيةـ Benetton وChanel و Esprit و Fiorucci . التحق بمدرسة زيورخ للفنون التطبيقية من عام 1961 إلى عام 1965. [19] يتذكر توسكاني أنه كان بالفعل شميد هو الذي دفعه لمتابعة التصوير الفوتوغرافي، في ذلك الوقت، أراد توسكاني أن يكون رسامًا. اصطحبه شميد إلى حديقة حيوانات زيورخ لرسم الحيوانات (كانت هذه إحدى طرق التدريس المعتادة لشميد) [18] وبعد مراجعة رسوماته، اقترح عليه التفضل بالنظر في التصوير الفوتوغرافي بدلاً من ذلك.
- هارالد نايجيلي، كان تلميذه من 1957 إلى 1962. كان معروفًا باسم «بخاخ زيورخ»، وكان مقدمة لفن الشارع، خلال أواخر السبعينيات.
- هانز رودي جيجر، من 1959 إلى 1960. رسام ومصمم ومصور ونحات. في مجال المؤثرات السينمائية الخاصة، ابتكر ، بالتعاون مع كارلو رامبالدي، بطل رواية مخلوق Alien ، أوسكار لأفضل المؤثرات الخاصة عام 1980.
- كورت لورينز ميتزلر ، من 1958 إلى 1963. نحات
- هاردي هيب ، من عام 1962 إلى عام 1966. رسام ورسام وموسيقي.
- فريدي إم مورير ، من 1960 إلى 1964. المخرج وكاتب السيناريو والقصص والمصور والمصمم.
- إرنست غنزي ، 1951-54. نحات
- ليو بول إرهاردت ، 1966-1968. نحات ومصور (لتعاون مع سكان

## ملظة
1. ↑  Kunst im Stadtraum، 29 سبتمبر 2016، QID:Q27132245
2. 1 2 3 4 5  شهادة الابنة ايفا شميد شوكاردت
3. 1 2 3 4 5 6 7 8 9 10 11 12 13 14 15 16  في ذلك الوقت، تزوج شميد أيضًا من إريكا بيلفينجر (طبيبة نفسية). و انجبت طفلان.
4. 1 2 3 4  إيغنمان ، "محاولة صورة"
5. 1 2  شميد ، "علامات الصداقة وأخلاقها"
6. ↑  K. شميد ، منزل في جوكهاوزن
7. 1 2 3  شميد ، "كارل شميد وتلاميذه"
8. ↑  Brennenstuhl ، تجارب التصميم التربوي
9. ↑  فيردر بمناسبة الذكرى السبعين لكارل شميد
10. 1 2  Lariol, intervista Hardy Hepp
11. ↑  https://www.e-periodica.ch/cntmng?pid=wbw-002:1968:55::1621 p.454-455 نسخة محفوظة 2022-01-12 على موقع واي باك مشين.
12. ↑  https://www.e-periodica.ch/cntmng?pid=wbw-002:1967:54::506 p.138-140-141 نسخة محفوظة 2022-01-11 على موقع واي باك مشين.
13. ↑  Karl Schmid, Wandgemälde, Eichenreliefs. Farbgestaltung, 1970 auf mural.ch — Online–Dokumentation der modernen und zeitgenössischen Wandmalerei نسخة محفوظة 2022-01-11 على موقع واي باك مشين.
14. ↑  https://www.e-periodica.ch/cntmng?pid=ant-001:1974:13::343 نسخة محفوظة 2022-01-11 على موقع واي باك مشين.
15. ↑  Der Silthaler
16. ↑  Neuenschwander, Karl Schmid un seine Schüler
17. ↑  معرض شخصي لـ K. Schmid
18. 1 2  معرض بعد وفاته "ذكريات كارل شميد"
19. ↑  "Allievi e maestri della Kunstgewerbeschule" (بالإيطالية). Archived from the original on 2022-01-11. Retrieved 2022-03-28.

## فهرس
- أدريان فروتيجر - الخطوط: الأعمال الكاملة * Das Werk: Architektur und Kunst Nr 43 (1956) Zeichnen im Zoo
- مقال بقلم Urs P. Eigenmann ، Karl Scmid- Versuch eines Portraits / "Karl Schmid-Attempt of a Portraits"، نُشر في مجلة Gockhuser عدد 3 May-Juni 1988
- مقالة نيوزيلندية كتبها P. Werder بمناسبة عيد ميلاد كارل شميد السبعين ، (10.05.1984) - استشهد بها أيضًا Urs P. ماي جوني 1988
- مقال منشور في Der Silthaler بتاريخ 16.07.76 - أرشيف ZHdK
- المقال: كريستين لاريول ، مقابلة مع هاردي هيب ، Die Lint ، 13.01.1993 (أرشيف ZHdK)
- كتالوج: C. Neuenschwander Karl Schmid un seine Schüler، Zürcher Kunstgesellschaft، 1965
- كتالوج معرض K. Schmid الفردي ، من 6.3.1991 إلى 19.4.1991، كجزء من معرض Five Swiss Artists في SKA في Werdmühleplatz في زيورخ. (أرشيف مؤسسة كشميد).
- داس ويرك: Architektur und Kunst Nr.46 (1959) Sekundarschulhaus في موليس ، جلاروس
- Das Werk: Architektur und Kunst Nr. 46 (1959) Zur farblichen Raumgestaltung im Schulhaus * Das Werk: Architektur und Kunst Nr 49 (1962) Design-pädagogische Experimente von Karl Schmid
- Das Werk Chronik Nr.3 (1965) الصفحات 67-68 مقال: HC، Karl Schmid und seine Schüler (كارل شميد وطلابه)
- داس ويرك: Architektur und Kunst Nr.54 (1967) Alterssiedlung Neubühl in Zürich
- Das Werk: Architektur und Kunst Nr. 55 (1968) Die künstlerischen Beiträge im Schulhaus Gutschick in Winterthur
- Die Kunst im öffentlichen Raum der Stadt Zürich. 1300 Werke - eine Bestandesaufnahme، Bernadette Fülscher * Schweizer Ingenieur und Architekt Nr 116 (1998) Eduard Neuenschwander، ein Gespräch
- كارل شميد - رسام ونحات 1914-1988 منزله في جوكهاوزن في أكتوبر 1988 "صور راينر توجنر - (أرشيف مؤسسة ك.شميد)
- كارل شميد ، Zeichen und Wege einer Freundschaft (إشارات وطرق الصداقة)، نص مصاحب للمطبوعات الخشبية مأخوذ من الإصدار الثاني لكتاب الفنان Arp Elemente / "Elements" لعام 1949، طبعة مطبوعة يدويًا. طبعة من 200 نسخة مرقمة وموقعة من قبل Arp.
- AA. VV، Versuch eines Lebensbildes / «محاولة صورة للحياة»، من Erinnerungen و Karl Schmid ، كتالوج المعرض بعد وفاته المخصص لكارل شميد ، أوستر ، فبراير 2004.
- WERK Chronik Nr.3 (1965) WERK Chronik (Zeitschrift) - Karl Schmid und seine Schüler
- Rudolf Brennenstuhl ، Design-padagogische Experimente von Karl Schmid - (تجارب التصميم التربوي لكارل شميد) مقالة منشورة في Werk n. Schweizer Ingenieur und Architekt Nr.36، 3 (سبتمبر 1998) Karl Schmid zum Gedenken
- Schweizerische Bauzeitung Nr 90 (1972) Der neue Friedhof Uetliberg في زيورخ
- Zeitschrift für Landschaftsarchitektur Nr 13 (1974) Der neue Friedhof Uetliberg iZüch

## روابط خارجية
Categoria:Voci con codice VIAF
Categoria:Voci con codice GND
Categoria:Voci con codice WorldCat Identities
Categoria:Voci biografiche con codici di controllo di autorità